# Indoschulzia hameliana
Indoschulzia hameliana là một loài thực vật có hoa trong họ Hoa tán. Loài này được (Farille & S.B. Malla) Pimenov & Kljuykov mô tả khoa học đầu tiên năm 1995.